# Microregione di Conceição do Mato Dentro
Conceição do Mato Dentro è una microregione del Minas Gerais in Brasile, appartenente alla mesoregione di Metropolitana di Belo Horizonte.

## Comuni
È suddivisa in 13 comuni:
- Alvorada de Minas
- Conceição do Mato Dentro
- Congonhas do Norte
- Dom Joaquim
- Itambé do Mato Dentro
- Morro do Pilar
- Passabém
- Rio Vermelho
- Santo Antônio do Itambé
- Santo Antônio do Rio Abaixo
- São Sebastião do Rio Preto
- Serra Azul de Minas
- Serro